# 장동휘
장동휘(張東輝, 본명: 장갑순, 본명 한자: 張甲淳, 아호(雅號)는 동휘(東暉)· 요헌(凹軒), 1921년 6월 22일~2005년 4월 2일)는 대한민국의 배우 겸 영화제작자이다. 본관은 인동(仁同)이며 경기도 인천 출생이다.

## 생애

### 배우 활동
1939년 연극배우 첫 데뷔를 하였고 한때 일제강점기 말기에는 중화민국 본토 허베이성 베이핑과 만주국 신징에 머물렀던 바 있으며 8·15 광복 이후 귀국하여 대한민국에서 연극배우 활동하다가 1957년 영화 《아리랑》의 주연으로 영화배우 데뷔하였다.

### 데뷔
- 1939년 콜럼비아 악극단 소속으로 연극배우 데뷔.
- 1957년 영화 《아리랑》의 주연으로 영화배우 데뷔.
- 1966년 영화 《맹호작전》에 주연, 이 작품으로 영화제작자 데뷔.
- 1967년 영화 《영호작전》을 주연 및 제작, 이 작품으로 영화 기획가 데뷔.

## 가족 관계
- 장남 장신환(張愼煥, 1940년(84~85세) 만주국 신징 출생 ~ )은 만화가로 활약한 적이 있는 애니메이션 감독이다.

## 소속
- 前 한국영화인협회 연기분과위원장

## 출연작

### 연극
- 1955년 《협객 임꺽정》 ... 임꺽정 역(주연)

### 영화
- 1957년 《아리랑》
- 1962년 《두만강아 잘 있거라》
- 1963년 《돌아오지 않는 해병》
- 1965년 《순교자》
- 1966년 《누명 쓴 사나이》
- 1968년 《카인의 후예》
- 1968년 《창공에 산다》
- 1969년 《팔도사나이》
- 1969년 《사화산》
- 1970년 《특공대와 돌아오지 않는 해병》
- 1971년 《쇠사슬을 끊어라》
- 1971년 《명동에 흐르는 세월》
- 1972년 《이 생명 다시한번》
- 1972년 《결혼반지》
- 1972년 《갑돌이와 갑순이》
- 1972년 《남과 여》
- 1973년 《늑대들》
- 1974년 《암살지령》
- 1974년 《그대 변치마오》
- 1975년 《광녀》
- 1977년 《캐논청진공작》
- 1977년 《악인이여 지옥행 급행열차를 타라》
- 1979년 《경찰관》
- 1980년 《깃발없는 기수》
- 1991년 《전국구》
- 1994년 《만무방》

## 수상 이력
- 1963년 제1회 청룡영화상 특별상(집단연기)
- 1971년 제10회 대종상 남우주연상
- 1976년 제15회 대종상 남우조연상
- 1994년 제32회 대종상 영예로운 배우상《만무방》
- 1994년 제5회 춘사대상영화제 남우주연상 《만무방》
- 1995년 옥관문화훈장
- 2000년 제8회 춘사대상영화제 춘사영화예술인상

## 같이 보기
- 김승호
- 최남현
- 이예춘
- 김기영
- 황해
- 김진규
- 김희갑
- 허장강
- 박암
- 신상옥
- 김수용
- 신영균
- 독고 성
- 박노식
- 이만희
- 신봉승
- 윤일봉
- 남궁 원
- 트위스트 김
- 신성일